# Felix Eyskens
Pour les articles homonymes, voir Eyskens.
Felix Eyskens, né à Anvers en 1882 et mort à Deurne en 1968, est un peintre post-impressionniste belge.

## Biographie
Élève de Fernand Sabatté et Franz Courtens, il expose au Salon des artistes français dès 1908 et y obtient une mention honorable en 1909,. En 1904, il dispose d'un atelier à Paris et séjourné en Angleterre et aux Pays-Bas avant de revenir en Belgique. Il s'installe ensuite à Bornem, sur les rives de l'Escaut. 
Des œuvres de l'artiste appartiennent aujourd’hui aux collections des communes de Bornem, de Hingene, ainsi que les Musées de Lierre et de Ruisbroek. 